# اسفنه
اِسفَنه (به قرقیزی: Исфана) شهری در استان بادکند کشور قرقیزستان است که در سرشماری سال ۲۰۰۵ میلادی، ۱۶٬۹۵۲ نفر جمعیت داشته است.
این شهر در استان بادکند قرقیزستان واقع شده و مرکز بخش لیلک است. اسفنه در کناره‌های جنوبی درهٔ فرغانه قرار دارد و از سه سو به مرزهای تاجیکستان محدود می‌شود.
نام اسفنه تغییریافته واژهٔ سغدی «اسپان‌کند» است که معنی «شهر اسپ‌ها» را می‌دهد.
امروزه بیشتر ساکنان اسفنه ازبکی‌زبان و فارسی‌زبان هستند.